# Hiérarchie numérique synchrone

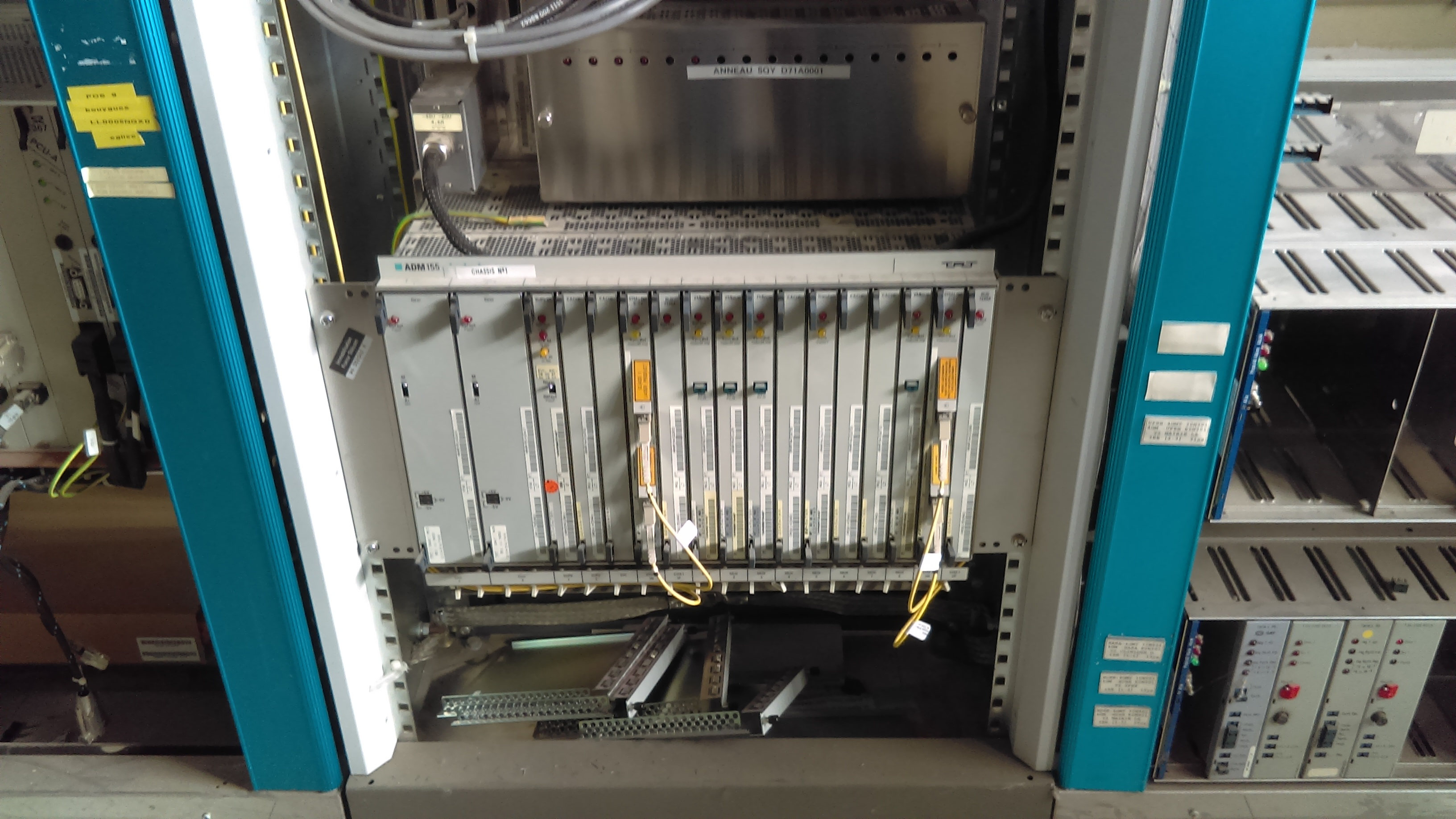
Équipement SDH TRT ADM155.

La hiérarchie numérique synchrone ou SDH (en anglais Synchronous Digital Hierarchy) est un ensemble de protocoles pour la transmission de données numériques à haut débit principalement sur fibre optique. Il relève du niveau 1 du modèle en couches de l'OSI et correspond à SONET aux États-Unis. En pratique, ces protocoles sont utilisés par les opérateurs de télécommunication pour leur réseau, mais la SDH fait aussi l'objet de services vendus aux entreprises, comme l'offre SMHD de France Télécom, une offre de boucle(s) privative(s) basée sur la technologie SDH.
SDH intègre une fonction de distribution d'horloge réseau qui permet la délivrance de bits en synchronisme avec l'horloge de référence.  
L'intérêt de la SDH est la richesse des fonctions de gestion, de surveillance, d'alarmes et de résilience aux pannes (autocicatrisation).
Par ailleurs, la SDH constitue la troisième génération de la hiérarchie de multiplexage des infrastructures des opérateurs où elle succède à la PDH (E1 (2 Mbit/s), E2 (8 Mbit/s), E3 (34 Mbit/s), etc. en Europe, T1 (1,5 Mbit/s), T2 (6 Mbit/s), T3 (45 Mbit/s), etc. aux États-Unis). Ses débits sont appelés STM-i avec le STM-1 égal à 155,52 Mbit/s. STM signifie Synchronous Transport Module. Le STM-4 correspond à un débit de 622 Mbit/s, le STM-16 correspond à un débit de 2,5 Gbit/s et le STM-64 correspond à un débit de 10 Gbit/s. 
- Pour les liaisons très courtes (moins de 1000 m), la SDH est concurrencée par Ethernet. En effet, SDH est une technique originellement conçue pour gérer les communications en mode circuit, typiquement les communications téléphoniques. Or, depuis les années 2000, le volume de données de type paquet a supplanté en quantité celui des données de type téléphonique, laissant la SDH moins bien adaptée aux nouveaux services qu'on demande aujourd'hui.
- Une nouvelle version de SDH, SDH NG (pour Next Generation), basée sur GFP (en), a vu le jour pour faire face à cette situation sans qu'elle soit pour le moment encore largement déployée.

## Les principaux avantages de la SDH
Simplification du réseauLa simplification des techniques de multiplexage / démultiplexage permet l'utilisation d'un nombre illimité d'équipements.
Haute flexibilitéPossibilité d'accéder aux affluents bas débits sans besoin de décomposer tout le signal haut débit.
Gestion « In Band »Canaux intégrés de gestion du réseau, permettant les fonctionnalités d'exploitation, d'administration et de maintenance.
Intégration de PDHPossibilité de transporter des signaux existants dans PDH. Ceci permet d'intégrer les équipements SDH dans les réseaux existant, et permet l'introduction d'une large gamme de services.
"Mid fiber meet"La norme définit une interface optique qui permet l'interconnexion entre équipements de constructeurs différents.
Capacité de survieUne vaste utilisation de boucles optiques auto-cicatrisantes et de basculements automatiques dans les équipements, permet aux opérateurs d'obtenir un taux élevé de disponibilité de service.
ÉvolutivitéFacilité d'évolution vers les niveaux de multiplexage supérieurs, l'extension du réseau et les nouveaux services.

## Format d'une trame SDH[1]
Une trame SDH peut se représenter sous la forme d'un rectangle de 9 rangées et 270 colonnes (pour STM-1). Pour des STM supérieurs on utilisera plus de colonnes. Dans ce tableau, chaque intersection entre une colonne et une ligne correspond à un octet de données. Il faut lire ce tableau de gauche à droite et ligne par ligne. La durée de la trame est définie par la norme ITU-T G783, soit 125µs {\displaystyle (125*10^{-6}s=0,000125s)}.
Ainsi, on a le tableau suivant:
| 9 lignes | 9 colonnes                               | 1 colonne | 260 colonnes |
| -------- | ---------------------------------------- | --------- | ------------ |
| 9 lignes | Surdébit de section de régénération RSOH | POH       | Charge utile |
| 9 lignes | Surdébit de section de multiplexage MSOH | POH       | Charge utile |

De ce tableau, on peut déduire plusieurs valeurs:
- Débit brut: {\displaystyle {{9*270*8} \over {125}}=155,52\ Mb/s}
- Surdébit: {\displaystyle {{9*(270-261)*8} \over {125}}={{9*9*8} \over {125}}=5,184\ Mb/s}
- Enveloppe de charge utile: {\displaystyle {{9*261*8} \over {125}}=150,336\ Mb/s}
- Débit d'informations: {\displaystyle {{9*260*8} \over {125}}=149,76\ Mb/s}

L'enveloppe de charge utile (Synchronous digital hierarchy SPE) est divisible en sous-conteneurs de données: chaque conteneur a toujours 9 rangées mais possède un nombre variable de colonnes. Pour un transport de flux de type E-x (x variable de 1 à 4), il faut savoir que ces flux sont implantés dans des conteneurs virtuels appelé VC-x:
| Conteneur | Débit (Mb/s) | Conteneur virtuel | Débit (Mb/s) | Taille |
| --------- | ------------ | ----------------- | ------------ | ------ |
| DS-1      | 1,544        | VC-11             | 1,728        | 9x3    |
| E1        | 2,048        | VC-12             | 2,304        | 9x4    |
| E2        | 6,312        | VC-2              | 6,912        | 9x12   |
| E3        | 34,368       | VC-3              | 48,384       | 9x84   |
| E4        | 139,264      | VC-4              | 149,76       | 9x260  |

Par un rapide calcul, on peut voir que dans une SPE STM-1 on peut implanter 1 E4, 3 E3, 63 E1, 63 DS1, 2 E3 et 21 E1 ou 1 E3 et 42 E1, ...